# Phymorhynchus sulciferus
Phymorhynchus sulciferus é uma espécie de gastrópode do gênero Phymorhynchus, pertencente a família Raphitomidae.